# Інститут литовської літератури і фольклору
Інститут литовської літератури і фольклору (лит. Lietuvių literatūros ir tautosakos institutas, LLTI) — науковий інститут у Вільнюсі, що проводить фундаментальні та прикладні дослідження литовської літератури і литовського фольклору. Розташований у колишньому палаці Вілейшіса на Антоколе, за адресою вулиця Антакальне 6 (Antakalnio g. 6).

## Історія
Попередником Інституту литовської літератури і фольклору вважається заснований в 1939 році в Каунасі Інститут литуаністики з трьома відділами — литовської мови, історії Литви і литовського фольклору. В 1940 році після передання Вільнюса Радянським Союзом Литві Інститут литуаністики облаштувався у вільнюському палаці Вілейшіса. У 1941 році, коли було створено Академію наук Литовської РСР, ці відділи утворили два інститути Академії — Інститут литовської літератури (директор Вінцас Миколайтіс-Путінас) та Інститут литовської мови. Після Другої світової війни директором був з 1945 року Миколайтіс-Путінас, з 1946 року — письменник і літературний критик Костас Корсакас. 
У 1952 році інститути були об'єднані в Інститут литовської мови і літератури, в якому у 1953 році був утворений сектор фольклору. На чолі інституту стояв до 1984 року Костас Корсакас, у 1984—1990 роках — Йонас Ланкутіс. В інституті налічувалося 47 співробітників, у 1980 році — 113. 
У 1990 році інститут було реорганізовано у дві самостійні державні наукові установи — Інститут литовської літератури та фольклору та Інститут литовської мови. У 1990-2001 роках директором Інституту литовської літератури і фольклору був академік, професор, габілітований доктор наук Леонардас Саука, у 2001-2008 роках — професор, габілітований доктор наук Альгіс Каледа. З лютого 2008 року до 2018 року інститутом керував доктор гуманітарних наук Міндаугас Кветкаускас.

## Будівля
Інститут займає дві будівлі, які Пятрас Вілейшіс побудував за проектом Августа Клейна в 1904—1906 роках. Палац Вілейшіса став осередком литовської культури: тут працювали Литовське наукове товариство (Lietuvių mokslo draugija) і його бібліотека, магазин литовської книги, друкарня першої литовської газети. 
З 1941 року палац перейшов у розпорядження Академії наук Литовської РСР. Тут розмістилися Інститут історії, Інститут литовської мови, Інститут литовської літератури із заснованим у 1947 році Літературним музеєм АН Литовської РСР. Інститут історії був переведений у будівлю по вулиці Косцюшкос 30. У палаці Вілейшіса працював Інститут литовської мови та літератури. 
Окремий Інститут литовської мови зайняв розташований поблизу комплекс будівель на вулиці П. Вилейше (P. Vileišio g. 5), що йде уздовж берега Вілії. Реорганізований Інститут литовської літератури і фольклору розташовується у палаці Вілейшіса.

## Структура
В інституті є відділи давньої, нової, сучасної літератури, відділ текстології, відділ народних пісень, відділ оповідного фольклору, відділ архіву фольклору, а також наукова бібліотека та видавництво. У 2009 році в інституті налічувалося 122 працівників, з них 68 наукових працівників: 4 габілітованих докторів (2 професори), 40 докторів (8 доцентів), 24 молодших наукових співробітників, 10 докторантів; 44 інших співробітників.

## Керівництво
- Вінцас Миколайтіс-Путінас (1941 — 1946)
- Костас Корсакас (1946 — 1984)
- Йонас Ланкутіс[ru] (1984 — 1993)
- Леонардас Саука[ru] (1993 – 2001)
- Альгіс Каледа[ru] (2001 — 2007)
- Міндаугас Кветкаускас[lt] (2008 — 2018)
- Аушра Мартішюте (лит. Aušra Martišiūtė-Linartienė) (з 2018)

## Видання
Інститут видає зібрання творів класиків литовської літератури і запису фольклору, енциклопедії, хрестоматії, довідкові та інформаційні видання, а також монографії, наукові збірники, продовжувані видання і серії книг, присвячені окремим авторам, літературним жанрам, аналізу проблем історії і теорії літератури і фольклору.

### Журнали та видання, що продовжуються
- „Tautosakos darbai“
- „Senoji Lietuvos literatūra“ (з 1992 року)
- „Lietuvių liaudies dainynas“ (з 1980 року, до 2006 року вийшло 19 томів
- „Colloquia“ (з 1999 року)

### Серії книг
- „Senosios literatūros studijos“ (з 1994 року)
- „Naujosios literatūros studijos“ (з 1996 року)
- „Ars critica“
- „Lietuvių tekstologijos studijos“